# Sphaerosoma reitteri
Sphaerosoma reitteri is een keversoort uit de familie Alexiidae. De wetenschappelijke naam van de soort is voor het eerst geldig gepubliceerd in 1888 door Ormay.